# Araschnia levana
Araschnia levana (Linnaeus, 1758) è un lepidottero diurno appartenente alla famiglia Nymphalidae, rinvenibile in Eurasia.

## Descrizione
Araschnia levana è un esempio perfetto di polifenismo stagionale con fenotipi differenti tra la stagione primaverile e quella estiva.
In primavera sono di colore fulvo-arancio con file di macchie nere, mentre in estate sono di colore nero con una linea centrale bianca e linee submarginali rosso-arancio. La parte inferiore delle ali è di colore bruno-rossastro reticolato con macchie bianche e viola. Il bruco è di colore nero con una fila laterale di spine marrone chiaro e nero.
Gli adulti raggiungono dimensioni tra i 28 e i 40mm.

## Biologia

### Alimentazione
Specie strettamente monofaga che si ciba unicamente delle foglie della specie Urtica dioica.

### Riproduzione
La femmina depone tra le 6 e le 20 uova a formare una catena sulla faccia inferiore delle foglie.

## Distribuzione e habitat
La specie, presente in Italia solo a nord di Verona e nella zona del Tarvisio, in passato era presente anche in Piemonte, Friuli e Veneto. L'attuale areale italiano si estende su una superficie inferiore a 500 km2.
In Europa è presente in: Spagna, Francia, Regno Unito, Germania, Paesi Bassi, Svizzera, Austria, Svezia, Finlandia, Danimarca, Polonia, Repubblica Ceca, Slovacchia, Ungheria, Slovenia, Croazia, Montenegro, Grecia, Bulgaria, Serbia, Romania, Moldavia, Ucraina.
Per quanto riguarda il resto del mondo invece si trova solo in Giappone e in Russia.
In Italia è una specie tipica delle faggete. In Francia invece tra i suoi habitat troviamo: bordi o prati con grandi piante erbacee e felci, praterie e foreste. Presente dal livello del mare fino ai 1.200 m.

## Conservazione
La Lista rossa IUCN classifica Araschnia levana come specie a rischio minimo (Least Concern). In Francia è inserita nell'elenco delle specie determinanti dello ZNIEFF. Sicuramente l'habitat d'elezione ha subito forti contrazioni dovute a fattori antropici e al riscaldamento globale.

## Studi
La specie è stata sottoposta diversi studi per determinare i fattori coinvolti nel polifenismo che vanno da studi genetici dei microRNA alla valutazione di fattori ambientali come il fotoperiodo, la temperatura e le fonti alimentari.
Alcuni studi dimostrano come il morfismo sia legato esclusivamente alla tempistica di rilascio dell'ecdysterone.
Non risulta però ancora chiaro il meccanismo di regolazione della durata della diapausa e la determinazione del fenotipo dell'insetto adulto, ma da tutti gli studi effettuati sembrerebbe esistere un complesso meccanismo che coinvolge nello specifico diversi microRNA e i loro target (es. miR-289-5p e miR-2856-3p).